# Пульгасарі (фільм)
«Пульгасарі» (кор. 불가사리) — фільм південнокорейського режисера Сін Сан Ока, знятий ним в КНДР у 1985 році в жанрі фантастичного бойовика. Багато джерел називають цей фільм «комуністичною Ґодзіллою».

## Історія створення
За прямою вказівкою сина і наступника лідера КНДР Кім Чен Іра було організовано викрадення талановитого південнокорейського режисера Сін Сан Ока. Він, провівши кілька років у в'язниці, погодився працювати на пропагандистський кінематограф цієї країни. В якості одного з сюжетів була обрана національна легенда XIV століття про чудовисько Пульгасарі — помісі буйвола, ведмедя, слона і тигра, який ласує залізом. Для створення справжнього образу монстра були запрошені 700 японських фахівців з декорацій і спецефектів, які погодилися приїхати тільки під особисті гарантії Кім Ір Сена. Вихід фільму, сприйнятий Кім Чен Іром як творча перемога кінематографа комуністичної Кореї, дозволив режисерові з дружиною виїхати до Австрії для переговорів про прокат. У Відні їм вдалося позбутися від стеження і забезпечити собі політичний притулок у посольстві США. Ім'я Сін Сан Ока було надовго видалене з титрів і відновлене судом для міжнародного прокату тільки наприкінці 1990-х років.

## Сюжет
Корея, XIV століття. Несправедливий феодал пригнічує селян, відбираючи останнє, і навіть мотики, які могли б стати зброєю бунту. Сільський коваль-старий перед голодною смертю у в'язниці з рисових зерняток робить іграшку-монстра і передає її своїм дітям. Іграшка оживає від краплі крові його дочки, харчується залізом і росте на очах. Поступово Пульгасарі перетворюється на величезне чудовисько, кожен кіготь якого — розміром з людину. Селяни влаштовують святкові веселощі на честь свого захисника.
Армія селян під керівництвом Пульгасарі йде штурмувати замок феодала. Останньою надією правителя залишається секретна зброя — «Лев-гармата». Але повсталим вдається звернути її проти тирана. Він гине, замок зруйнований. Звільнений народ радіє.
Запаси заліза вичерпуються. Голодний Пульгасарі починає їсти сільськогосподарські інструменти селян. Назріває новий конфлікт. Дочка коваля благає монстра обмежити свої апетити. У тому прокидається щось схоже на совість і він саморуйнується на тисячі дрібних уламків. Одночасно з океану виходить маленький Пульгасарі-дитинча.

## У ролях
- Лі Гвон —  коваль
- Чхан Сон Гі —  Амі, його дочка
- Соп Хам Гі —  Інде, лідер повсталих
- Джон Йю —  мати Інде
- Пак Ен Хок —  правитель-феодал
- Сацума Кемпатіро —  актор в костюмі Пульгасарі

## Художні особливості
«Пульгасарі» — пряма алюзія і критика капіталізму, як політико-економічної системи (визріває в надрах феодалізму і руйнує його, починає невгамовне споживання ресурсів). Одночасно з цьой додатковой ідеологічною мораллю, висунутою продюсером фільму Кім Чен Іром, є ідея народної революції.

## Критика
- Stomp Tokyo , інтернет-ресурс для обговорення азійських Кайдзен-фільмів: «Пульгасарі не викличе симпатії у кожного, хіба що у справжніх прихильників монстрів-гігантів. <…> Занадто великий акцент зроблено на ідеологічні аспекти історії: достатня кількість лизоблюдства в бік свого уряду говорить про те, що фільму необхідно більше розкривати персонажів, ніж проповідувати ідеї Макіавеллі»[3].
- «Так, історія створення фільму — історія про викрадення, тюремне ув'язнення, спроби промивання мізків і, врешті-решт, втечу — це навіть цікавіше, ніж сам фільм. Так, є безладність в постановці, нестабільність акторської гри і деякі питання до спецефектів. Але, кажучи в цілому, політичне підґрунтя, масштабні дії, ефектні батальні сцени і гідна руйнівна сила монстра можуть компенсувати такі невдачі, як слабкі комбіновані зйомки, пінопласт декорацій та інші кінематографічні помилки… якщо ви з цим згодні»[4].